# موج متوسط

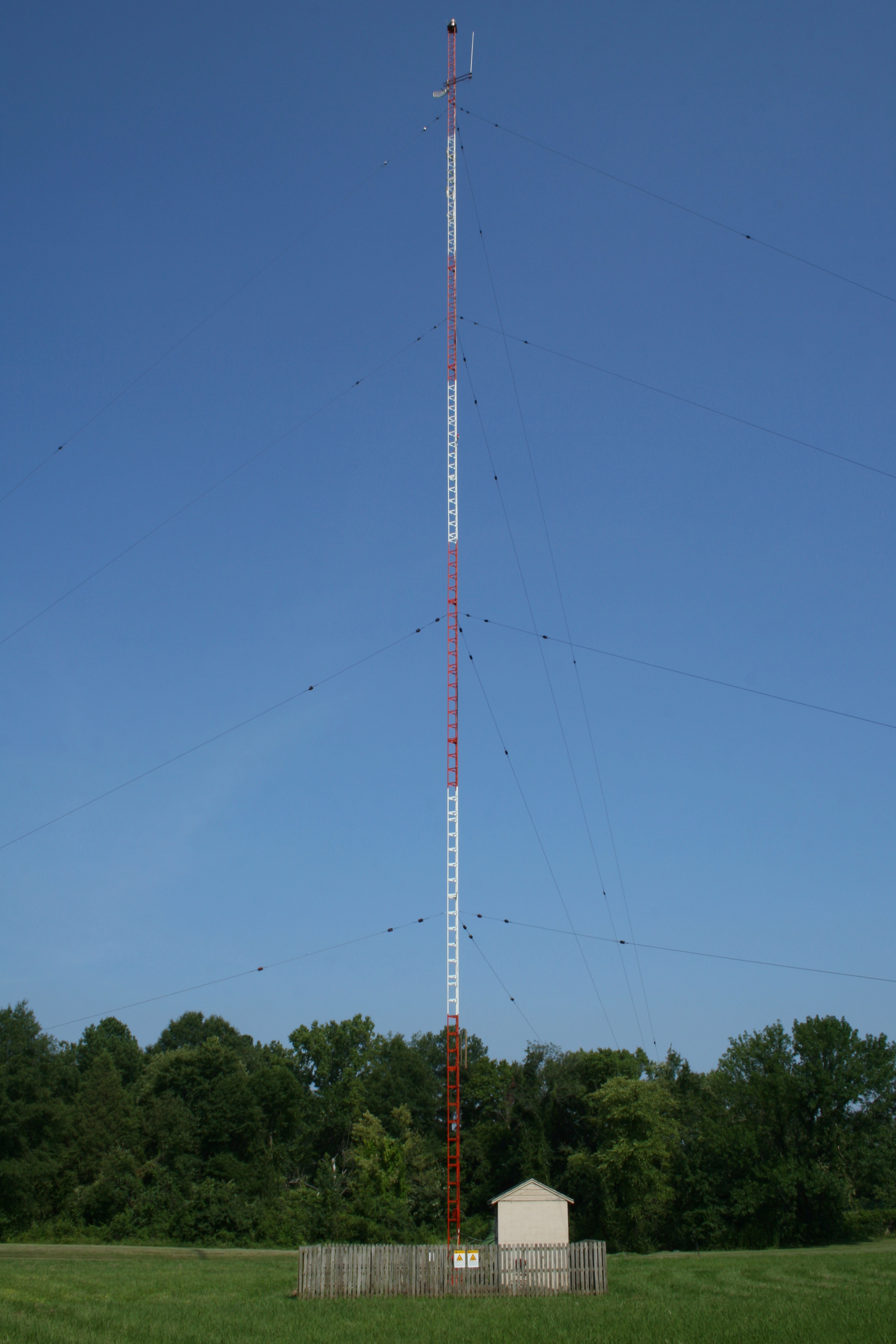
ایستگاه پخش رادیویی موج متوسط در کارولینای شمالی.

موج متوسط (انگلیسی: Medium wave) که به اختصار MW نامیده می‌شود، بخشی از بسامد متوسط (MF) طیف رادیویی است که عمدتاً برای پخش رادیویی AM به کار می‌رود. در اروپا باند MW بازه ۵۲۶٫۵ تا ۱۶۰۶٫۵ کیلوهرتز و در آمریکای شمالی بازه ۵۲۵ تا ۱۷۰۵ کیلوهرتز را در بر می‌گیرد.
پیشینه این اصطلاح به اوایل سده ۲۰ برمی‌گردد که در آن زمان طیف رادیویی را به باندهای رادیویی موج بلند (LW)، موج متوسط (MW) و موج کوتاه (SW) تقسیم می‌کردند.